# 克莱尔·布思·鲁斯
克莱尔·布思·鲁斯（英語：Clare Boothe Luce，1903年3月10日—1987年10月9日），美国作家、政治人物、驻外大使，著名的保守主义者。她是知名出版商亨利·鲁斯之妻。

## 生平

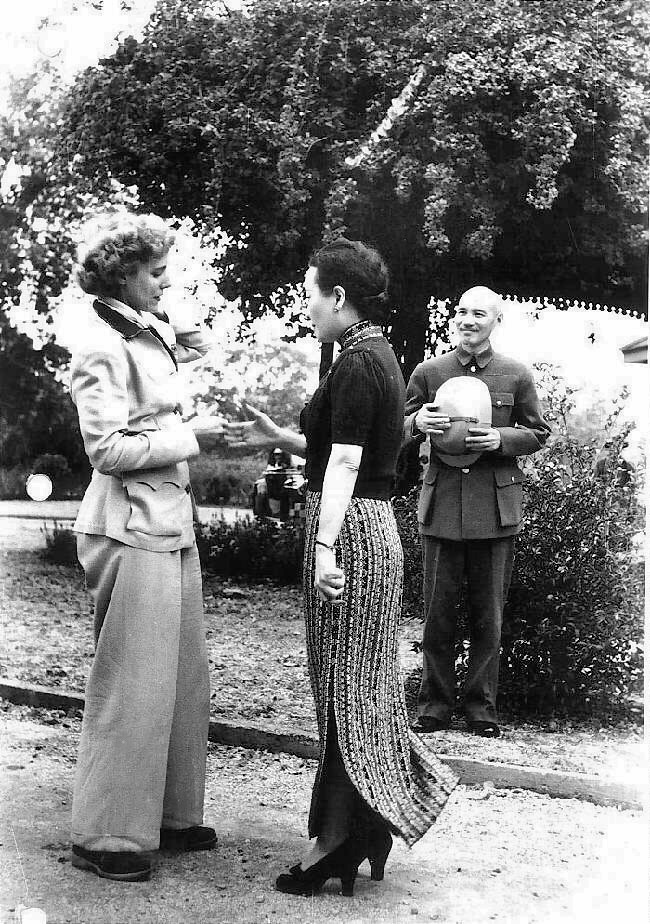
1942年4月，亨利·魯斯與克萊爾·布思·魯斯夫婦獲時任中華民國國民政府軍事委員會委員長兼中緬印戰區總司令蔣介石與宋美齡夫婦於重慶破格接見，相中顯示克萊爾·布思·魯斯（左一）和宋美齡（右一）交談，後方站立者為蔣介石委員長。

鲁斯曾于1943年至1947年间任康涅狄格州联邦众议员。后来，她成为了美国首位被任命为主要驻外大使的女性，先后出使意大利（1953年－1956年）、巴西（1959年，未到任）。
年轻时，与伯纳德·巴鲁克关系密切的鲁斯曾倾向于富兰克林·罗斯福总统的自由派主张。不过后来她开始公开批评罗斯福，并成为了保守主义的重要人物，以其反共立场而知名。她虽然是二战时英美联盟的有力支持者，但却一直公开批评英国对印度的殖民。
作为一位多才多艺的作家，鲁斯的代表作是剧本《女人》（The Women，1936年）。除此之外，她创作的范围包括了戏剧、小说、新闻报道等各种类型。
鲁斯还以其极具感染力的演说家身份而闻名，尤其是在她信仰罗马天主教之后。她曾为从温德尔·威尔基到罗纳德·里根的每一位共和党总统候选人的竞选出力。